# Foném
Foném je nejmenší součást zvukové stránky řeči, která má v konkrétním jazyce rozlišovací funkci. Každý jazyk má vlastní sadu fonémů, proto dva odlišné zvuky, dvě hlásky, mohou v některých jazycích mít navzájem stejnou funkci a v jiných ne – podle toho, jestli tvoří stejný foném, nebo ne. Fonémy se zabývá věda fonologie, hláskami fonetika.

## Základní popis
Záměna fonému má schopnost změnit význam slova (např. lis – les – los). Foném tedy není každá hláska (ve smyslu konkrétního zvuku), nýbrž jen ta, která je schopna význam odlišit (tzv. distinkce). Foném je abstraktní jednotka, která je realizována pomocí alofonů. Alofony jsou zvukové realizace chápané rodilým mluvčím jako jeden foném (foném může být realizován i jedním alofonem).
Např. český foném /n/ je realizován pomocí dvou alofonních variant („pozičních alofonů“):
- základní (nejběžnější) realizace fonému /n/ je [n] – syn [sɪn],
- ale před velárními konsonanty (např. k, g) je v češtině foném /n/ často realizován jako [ŋ] (na stejném místě artikulace) – např. banka [baŋka], pan král [paŋ král].

Foném realizovaný nestandardním alofonem může ukazovat také na původ či sociální postavení mluvčího – profesionální mluvčí dbá na výslovnost [pan král]. Výslovnost s [ŋ] ale nemění význam slova [banka, baŋka; pan, paŋ].
Hláska, která je v jednom jazyce jednou z variant fonému, může být v jiném jazyce samostatným fonémem a rozlišovat význam slova, např. v angličtině existuje minimální pár:
- sin /sin/ „hřích“,
- sing /siŋ/ „zpívat“.

Existence fonémů jako základních významových prvků řeči znamená, že posluchač je také rozeznává v mluvené řeči, nejen hlásky.

## Vlastnosti fonémů
Fonémy v jazycích stojí ve vztahu k ostatním fonémům téhož jazyka na základě vztahu k jedné jejich vlastnosti. Vytvářejí fonologické protiklady – opozice, tedy zvukové rozdíly, které v daném jazyce slouží k rozlišování významu. Fonologické protiklady mohou být proporcionální (fonémy vytvářejí vztah na základě vztahu ke stejné vlastnosti) nebo izolované (vztah ostatních fonémů).
Proporcionální fonologické protiklady se na základě povahy vztahu mezi členy protikladu dají rozdělit takto:
- privativní opozice – jeden člen se vyznačuje přítomností, druhý nepřítomností fonologické vlastnosti, která protiklad vytváří (v češtině v protikladu /t/ × /d/ je foném /t/ charakterizován nepřítomností znělosti, foném /d/ přítomností znělosti, ve francouzštině a polštině v protikladu /e/ × /ę/ je foném /e/ charakterizován nepřítomností nosovosti, foném /ę/ přítomností nosovosti)
- graduální opozice – jednotlivé členy protikladu se liší různým stupněm zastoupení fonologické vlastnosti, která protiklad vytváří (např. slovenské fonémy /i/ × /e/ × /ä/ se liší v míře otevřenosti při jejich vyslovování)
- ekvipolentní opozice – jednotlivé členy protikladu stojí na stejné úrovni (jsou rovnocenné) z hlediska fonologické vlastnosti, která protiklad vytváří (např. české fonémy /p/ × /t/ × /k/ jsou všechny charakterizovány nepřítomností znělosti, francouzské a polské fonémy /ę/ × /ǫ/ jsou oba charakterizovány přítomností nosovosti).

U fonologických protikladů lze dále rozlišit jejich stálost (to jsou konstantní protiklady) a zrušitelnost (neutralizovatelné protiklady). Konstantní protiklady jsou možné ve všech postaveních v daném jazyce, neutralizovatelné protiklady v některých postaveních zanikají. Např. v češtině protiklad znělosti zaniká na konci slova (plot a plod se vyslovují stejně, ploty a plody odchylně), v ruštině se protiklad (izolovaný) /a/ × /o/ zachovává jen v přízvučných slabikách, v nepřízvučných znějí psané o a a stejně. Tentýž protiklad může být v jednom jazyce neutralizovatelný (/e/ × /ä/ se ve slovenštině rozlišují jen po retných souhláskách), v jiném konstantní (tentýž protiklad v dánštině).

### Distinktivní zvukové vlastnosti
Zvukové vlastnosti, jež mohou vytvářet fonologické protiklady, se nazývají distinktivní zvukové vlastnosti, neboli distinktivní rysy. Lze je rozdělit do tří skupin:
1. Vokalické vlastnosti – vytvářejí vokalické (samohláskové) fonémy, které jsou charakteristické nepřítomností překážky při vyslovování. V jednotlivých jazycích se tyto vokalické vlastnosti uplatňují v různé míře, všechny vlastnosti obvykle nejsou uplatněny na všech samohláskách daného jazyka. Vokalické distinktivní vlastnosti jsou trojího druhu:
  - Otevřenost (sonornost): vytváří graduální protiklad, v němž jsou členy charakterizovány různou mírou otevřenosti dutiny ústní při vyslovování (např. u-o-ɔ).
  - Místo artikulace (timbre): vytváří dva privativní protiklady - protiklad předních a zadních vokálů (např. ä-a, i-y) a protiklad zaokrouhlených a nezaokrouhlených vokálů (např. ɔ-a, ü-i). Oba tyto protiklady se mohou uplatnit v jednom páru samohlásek (např. e-o, i-u).
  - Rezonance: vytváří privativní protiklad ústních a nosových samohlásek (např. e-ę).
2. Konsonantické vlastnosti – vytvářejí konsonantické (souhláskové) fonémy, které jsou charakteristické vytvořením artikulační překážky a jejím odstraněním. Konsonantické distinktivní vlastnosti jsou trojího druhu:
  - Místo artikulace: je dáno polohou jazyka nebo jiných částí ústní dutiny při vytváření hlásky. Souhlásky vytvářené na stejném místě tvoří artikulační řadu (např. řada labiální (p, b, m, …), dentální (t, d, n, …), palatální (ť, ď, č, …), laryngální (h, tzv. ráz) a další).
  - Způsob artikulační překážky a jejího odstranění: tato vlastnost vytváří tři protiklady - protiklad okluzivních a sonantních konsonantů, protiklad okluzivních a spirantních konsonantů a protiklad sonantních a spirantních konsonantů.
  - Ostatní konsonantické vlastnosti: jsou to zejména následující - znělost (protiklad znělá (media)-neznělá (tenuis), např. b-p), napjatost (protiklad napjatá (fortis)-nenapjatá (lenis), např. německé t-d), aspirace (přídech, protiklad aspirovaná-neaspirovaná, např. německé t-th), rekurze (náhlé rozepnutí vzduchu nashromážděného nad uzavřeným hrtanem), mlaskavost (artikulace samohlásek při vdechu (vyskytuje se u khojsanských jazyků)), geminace (zdvojenost).
3. Prozodické vlastnosti – samy o sobě nevytvářejí fonémy, jsou vázány na jednotlivé fonémy (obvykle vokalické) nebo na skupiny fonémů. Prozodické vlastnosti jsou následující:
  - Kvantita – délka trvání samohlásky. Ve všech postaveních má fonologickou platnost (délka samohlásky odlišuje význam, např. latinsky levis (lehký)-lēvis (hladký)) jen v některých jazycích (např. v češtině, srov. pata-pátá), v mnoha jen v přízvučných slabikách, ve velkém počtu jazyků nehraje vůbec roli.
  - Přízvuk – zdůraznění slabiky ve slově. Přízvuk mají všechny jazyky světa. Podle fonetické podstaty je přízvuk dvojího druhu: a) důrazový (dynamický či expiratorní) přízvuk vzniká pouhým zesílením výdechového proudu vzduchu, zesílení může být doprovázeno zdloužením přízvučné samohlásky; b) melodický přízvuk zesílení výdechového proudu vzduchu doprovází zvýšením tónu přízvučné slabiky. Přízvuk může vedle toho být buď pevný (na stálém místě slov) nebo volný (v různých slovech je na různé slabice). Volný přízvuk může rozlišovat význam slov (např. rusky mȗka (utrpení)-mukȃ (mouka)) a může být pohyblivý (při ohýbání jednoho slova může stát v každém tvaru na jiné slabice).
  - Intonace – průběh melodie v úsecích řeči (slabikách, slovech, větách). Při slabičné intonaci mají slabiky pevně daný tón (vysoký, stoupavý, nízký apod.), který spoluurčuje význam. Slabičnou intonaci mají jen amorfní jazyky (viz článek Morfologická typologie jazyků) s jednoslabičnými kořenovými morfémy. Slovní intonace má v některých jazycích rozlišovací funkci (slova z týchž hlásek se liší různým průběhem intonace na jednotlivých slabikách a tím i významem). Větná intonace naznačuje vztah mluvčího ke sdělované výpovědi (oznamovací, tázací, rozkazovací atd. intonace).